# Cañón de Vacas
Cañón de Vacas är en ort i Mexiko.   Den ligger i kommunen Aramberri och delstaten Nuevo León, i den centrala delen av landet, 500 km norr om huvudstaden Mexico City. Cañón de Vacas ligger 1 254 meter över havet och antalet invånare är 117.
Terrängen runt Cañón de Vacas är kuperad åt sydväst, men åt nordost är den bergig. Terrängen runt Cañón de Vacas sluttar österut. Runt Cañón de Vacas är det glesbefolkat, med 9 invånare per kvadratkilometer. Närmaste större samhälle är Marroquín, 19,6 km öster om Cañón de Vacas. I omgivningarna runt Cañón de Vacas växer huvudsakligen savannskog.